# Euplectrus leucotrophis
Euplectrus leucotrophis is een vliesvleugelig insect uit de familie Eulophidae. De wetenschappelijke naam is voor het eerst geldig gepubliceerd in 1885 door Howard.